# Заслуженный связист РСФСР
Это статья о почетном звании РСФСР и Российской Федерации до 1996 года. О почетном звании Российской Федерации с 1996 года см. Заслуженный работник связи Российской Федерации.
Заслу́женный связи́ст РСФСР — одно из почётных званий РСФСР.

## История и описание
Установлено Указом Президиума Верховного Совета РСФСР от 21 апреля 1972 года. Присваивалось высококвалифицированным специалистам, работникам предприятий и учреждений связи, работникам радио, телевидения, электрической и почтовой связи, органов «Союзпечати», специализированных строительно-монтажных предприятий связи, проектно-конструкторских, научно-исследовательских, ремонтных и других организаций, учебных заведений, министерств, ведомств, управлений, безупречно проработавшим по специальности не менее 10-15 лет (а для инженерно-технических, руководящих и научно-педагогических работников связи - не менее 20 лет) и имеющим большие заслуги в обеспечении высококачественной, бесперебойной работы, в развитии средств связи, внедрении достижений науки, новой техники, передовых методов труда, организации образцового обслуживания населения, предприятий, учреждений, организаций колхозов и совхозов всеми видами связи, в подготовке специалистов связи.
Звание «Заслуженный связист» было установлено также во всех союзных республиках, кроме Латвийской и Молдавской ССР.
В 1992 году связи с изменением наименования государства с «Российская Советская Федеративная Социалистическая Республика» на «Российская Федерация» (см. Закон РСФСР от 25 декабря 1991 года № 2094-I и Закон Российской Федерации от 21 апреля 1992 года № 2708-I) в названиях всех почётных званий наименование «РСФСР» было заменено словами «Российской Федерации». Таким образом, гражданам присваивалось звание «Заслуженный связист Российской Федерации» (с вручением нагрудного знака старого образца).
В связи с принятием 30 декабря 1995 года Указа Президента Российской Федерации N 1341 «Об установлении почетных званий Российской Федерации, утверждении положений о почетных званиях и описания нагрудного знака к почетным званиям Российской Федерации» указ Президиума ВС РСФСР об установлении почетного звания «Заслуженный связист РСФСР» утратил силу вместе с другими указами об установлении почетных званий РСФСР. Новый Указ, установивший, в числе прочих, почетное звание «Заслуженный работник связи Российской Федерации», вступил в силу с 1 апреля 1996 года, и последние присвоения старого почетного звания были произведены в марте 1996 года. В числе последних граждан, удостоенных звания «Заслуженный связист», были ректор СибГУТИ В. П. Бакалов и генеральный директор «Роспечати» В. А. Точилкин.

## Нагрудный знак
Описание нагрудного знака «Заслуженный связист РСФСР» утверждено Постановлением Президиума Верховного Совета РСФСР от 5 июля 1972 года.
Нагрудный знак «Заслуженный связист РСФСР» представляет собой многоугольник (квадрат 27 x 27 мм со срезанными углами) с выпуклой окантовкой.
На лицевой стороне знака помещена надпись выпуклыми буквами в три строки — ЗАСЛУЖЕННЫЙ СВЯЗИСТ РСФСР.
Под надписью помещены выпуклые изображения: справа — лавровой ветви, в центральной части - эмблемы связи, а слева от надписи — радиотелевизионной башни.
Знак изготовлен из нейзильбера. Накладная лавровая ветвь — из латуни.
Окантовка, серп и молот, лавровая ветвь и надпись — полированные, по фону — четко выраженное матирование.
Оборотная сторона знака гладкая, матированная.
Нагрудный знак при помощи ушка и овального звена соединяется с прямоугольной нейзильберовой колодкой, имеющей по бокам выемки. Вдоль оснований колодки идут прорези.
Внутренняя часть колодки покрыта муаровой двухцветной лентой, в левой части светло-синей, шириной 5 мм, и в остальной части красной, шириной 15 мм (в соответствии с расцветкой Государственного флага РСФСР).
Колодка имеет на оборотной стороне булавку для прикрепления нагрудного знака к одежде.